# Giả bồ Đông Dương
Giả bồ Đông Dương (danh pháp: Pseuduvaria trimera) là loài thực vật có hoa thuộc họ Na. Loài này được William Grant Craib mô tả khoa học đầu tiên năm 1913 dưới danh pháp Mitrephora trimera.
Năm 1938 Elmer Drew Merrill mô tả loài Pseuduvaria indochinensis.
Rà soát năm 2006 của Yvonne C. F. Su và Richard M. K. Saunders thấy rằng chúng chỉ là một loài và đổi danh pháp thành Pseuduvaria trimera.

## Phân bố
Loài này có ở Myanmar, Thái Lan và Việt Nam.